# カウハネヴァ＝ポハヤンカンガス国立公園
カウハネヴァ＝ポハヤンカンガス国立公園（カウハネヴァ＝ポハヤンカンガスこくりつこうえん、英語: Kauhaneva–Pohjankangas National Park、フィンランド語: Kauhanevan–Pohjankankaan kansallispuisto)は1982年に設立された、フィンランドのサタクンタ県と南ポフヤンマー県にまたがる国立公園。公園はカウハヨキとカルヴィアの2地方自治体にあり、面積は57平方キロメートルである。公園は主に沼地で構成されており、面積16.3平方キロメートルのカウハネヴァボグなど周りにボグが散らばっている。他にはエスカー、フェン、河床も見られる。
渉禽類の繁殖地およびヒシクイなどの中継地として、2004年にラムサール条約で指定される湿地に追加された。また欧州連合のナチュラ2000という自然保護区ネットワークにも含まれている。

## 地理
カウハネヴァ＝ポハヤンカンガス地域はスオメンセルカ分水界の南西部地域の一部にあたる。土壌は主に芝土であり、岩盤は花崗斑岩となっている。
カウハネヴァ北部の標高は170から177メートルであり、南部と西部の標高は約160メートルである。